# Faroe Petroleum
Faroe Petroleum, eller Føroya Kolvetni (FK), er et færøsk olieselskab som blev etableret i 1997, og registreret på Færøerne i 1998. I december 2002 blev der oprettet et moderselskab i Storbritannien. Styrelederen er Graham Stewart, og direktøren er Nils Sørensen. Faroe Petroleum har kontorer i Tórshavn, Aberdeen (hovedkvarter) og Stavanger.
Faroe Petroleum er involveret i fem borefelter i Færøerne: Orodruin (100 %), Anne Marie (12,5 %), Brugdan (4 %), Sildrekin (10 %) og Rannvá (100 %). Selskabet har også projekter i britisk, norsk og hollandsk farvand.